# Joaquim de Miró i Argenter

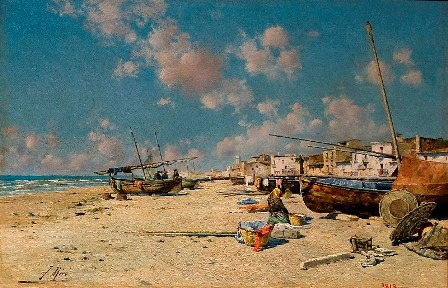
Platja de Sitges, obra conservada a la Biblioteca Museu Víctor Balaguer

Joaquim de Miró i Argenter (Sitges, 3 de febrer del 1849 – 18 de febrer del 1914) va ser un pintor català, membre de l'Escola luminista de Sitges.

## Biografia
Nascut a Sitges el 3 de febrer de 1849, era fill de l'advocat Josep de Miró i Llopis i de Joaquima Argenter i Armengol, i germà del militar i polític Josep de Miró i Argenter. Artista de formació autodidàctica, no es va moure pràcticament mai de Sitges i hi desenvolupà la totalitat de la seva obra. D'altra banda, el fet de ser propietari rural li va permetre dedicar-se a la pintura sense haver de dependre'n per viure (Sierra, 1998).
El 1877 col·laborà amb Joan Soler i Casanovas en la decoració del Casino Prado Suburense, societat de la qual va ser soci fundador. En els anys vuitanta, juntament amb Joan Roig i Soler i Arcadi Mas i Fondevila, impulsà l'anomenada Escola luminista de Sitges i n'esdevingué el principal exponent. L'eclosió del grup -on també cal incloure Antoni Almirall i Romagosa i Joan Batlle i Amell- succeí a l'agost de 1892, quan tingué lloc la Primera Exposició de Belles Arts de Sitges, transformada per Santiago Rusiñol en Primera Festa Modernista. A més de formar part de la comissió organitzadora, Miró fou l'expositor que més obres hi presentà. Altrament, també havia exposat a la Sala Parés (1881-1884), a la primera exposició de l'Acadèmia de Belles Arts de Sabadell i al Reial Club Nàutic de Barcelona (1888), guanyat una medalla de bronze al certamen celebrat a Niça el 1884, i participà en les Exposicions de Belles Arts de Barcelona dels anys 1891 i 1894. A Sitges va intervenir en la decoració del Cafè Continental (1889) i del local que el succeí, la Cerveseria del Cau Ferrat, on pintà la tela La Malvasia (1895, al Museu Maricel).

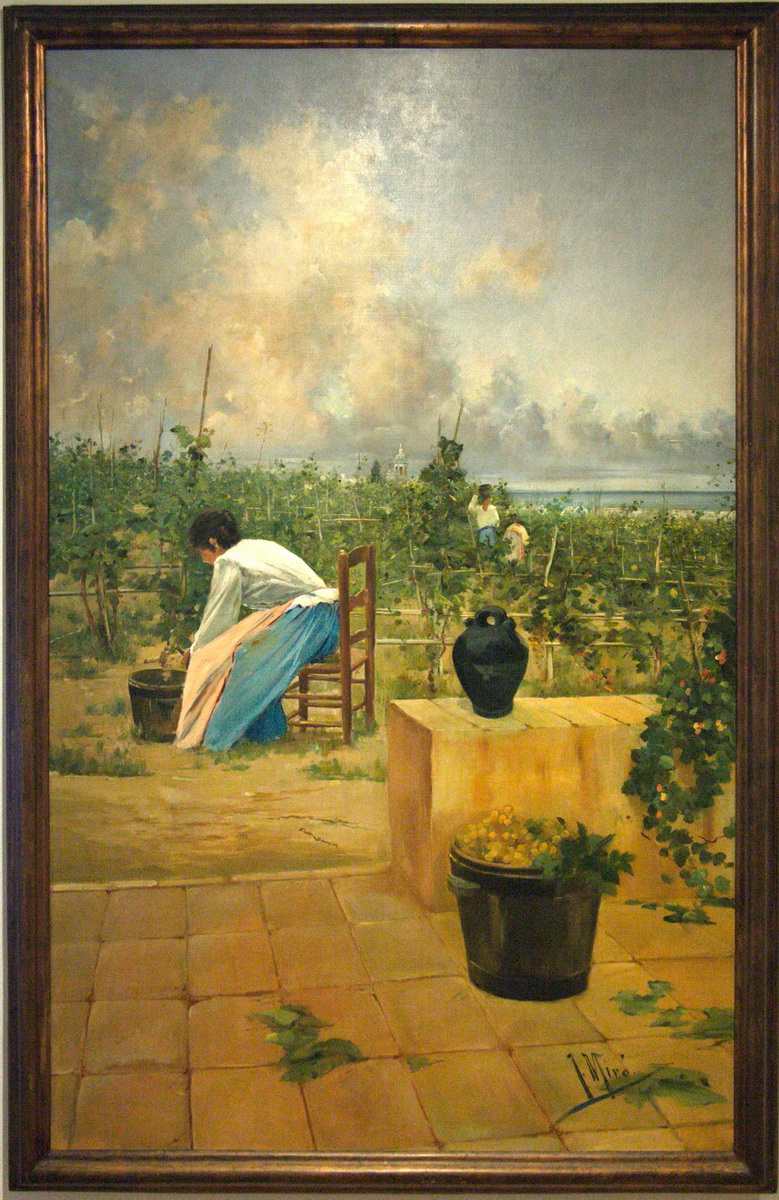
La recol·lecció de Malvasia, 1895. Col·lecció d'art de la vila de Sitges

Artista d'obra abundant, a través dels seus quadres hom pot observar l'evolució soferta per la vila entre les dècades de 1880 i 1910. Excel·lí com a pintor de marines, horts i masies, temàtiques en les quals demostra ésser un observador molt minuciós (no en va era afeccionat a la fotografia), capaç de captar la realitat quotidiana i d'interpretar-la a conveniència: en el retrat, en canvi, tendia a l'esquematisme. Malgrat que les seves obres estan majoritàriament en mans de particulars, hom en pot veure als museus Cau Ferrat i Maricel de Sitges, i Víctor Balaguer de Vilanova i la Geltrú.
Com a persona, Miró, es destacà per les seves idees liberals -heretades del pare i compartides pel germà- i pel seu profund anticlericalisme, del qual donà proves en més d'una ocasió. No obstant això, s'interessà pel progrés de Sitges. Va ser secretari de la Comissió per a la reforma de la Punta (1891) i durant molts anys ocupà el càrrec de tresorer de la societat de socors La Fraternidad. Cal assenyalar, així mateix, que fou famosa la tertúlia que, en els anys vuitanta del segle passat, es desenvolupava diàriament a l'entrada de la seva casa-taller -davant de l'actual monument al Greco-, i que aplegava, entre d'altres, l'hisendat Salvador Vilanova i Coll, els pintors Antoni Almirall i Joan Roig i Soler, el músic Esteve Català i March i el metge Gaietà Benaprès i Mestre.
Va morir a Sitges el 18 de febrer de 1914, als seixanta-cinc anys. L'abril de 1960 l'ajuntament presidit per Josep Ferret i de Querol decidí donar el seu nom a un carrer del sector de Terramar. El 1978 es muntà una exposició d'obres seves i d'Almirall a iniciativa del Grup d'Estudis Sitgetans. Dos anys més tard, tres olis seus van ser inclosos en una exposició antològica sobre l'Escola Luminista que organitzà la mateixa entitat (Sierra, 1998).
Va ser oncle del també artista pintor, i gravador, Joaquim Sunyer i de Miró.

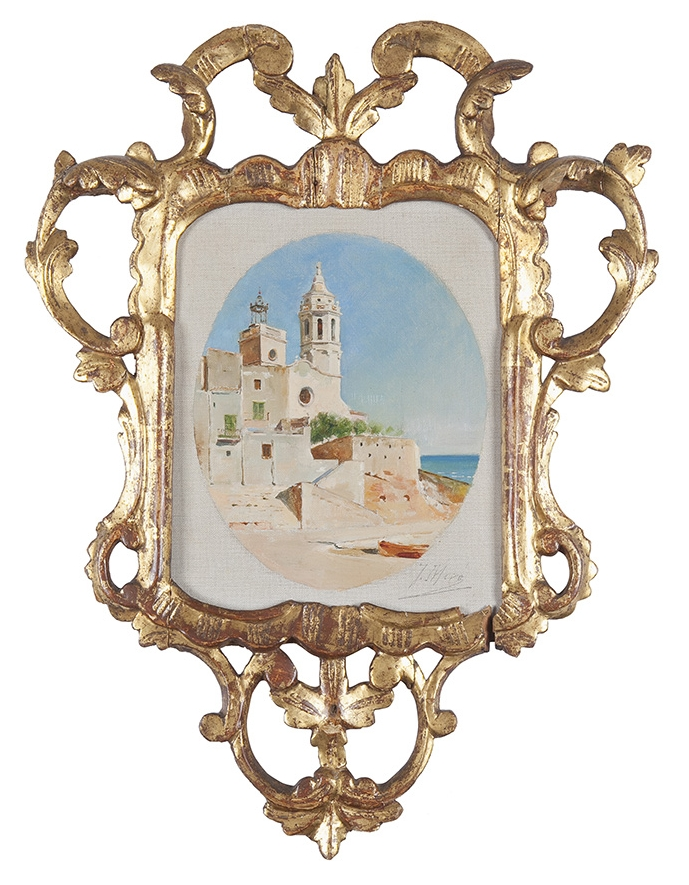
La Punta de Sitges, 1895. Museu Cau Ferrat de Sitges

## Obres destacades
- Platja de Sitges (Joaquim de Miró)